# Ti-плазмида

Схема строения Ti-плазмиды

Ti-плазми́да (англ. Ti plasmid от англ. tumor inducing — индуцирующая образование опухолей) — плазмида почвенной бактерии Agrobacterium tumefaciens, с помощью которой она вызывает опухоли у растений. Участок Ti-плазмиды, известный как T-ДНК (от англ. transfer DNA), может встраиваться в геном растений и содержит гены биосинтеза фитогормонов и опинов, которые запускают образование опухоли.

## Строение
Ti-плазмида представляет собой кольцевую двуцепочечную молекулу ДНК, состоящую из 214 233 пар оснований (п. о.) и содержащую 199 генов. В состав плазмиды входит участок длиной от 12 до 22 тысяч п. о., известный как T-ДНК, который может интегрироваться в геном растения. Шесть генов, локализованных в T-ДНК — iaaM1, iaaH2, ipt, tml6, 6a, 6b, — отвечают за биосинтез опинов и некоторых фитогормонов, причём гены iaaM, iaaH2 и ipt являются онкогенами. Экспрессия этих генов запускает образование опухоли — клубенька на корне заражённого растения.
Помимо T-ДНК, в состав Ti-плазмиды входит область vir, представленная опероном virABCDEFG. Гены vir отвечают за вырезание и перенос T-ДНК в клетки растения. Ген virA кодирует рецептор (гистидинкиназу), который реагирует на такие фенольные соединения, как ацетосирингон, сирингальдегид и апоцинин, которые выходят наружу из повреждённых клеток растения. Ген virB кодирует белки, образующие подобие пилей, продукт гена virC связывается с последовательностью, которая будет перенесена, а белки, кодируемые генами virD1 и virD2, являются эндонуклеазами, которые распознают прямые повторы на концах T-ДНК и вносят разрезы в этих областях при участии вспомогательного белка virD4. Продукт гена virE опосредует собственно перенос T-ДНК в растительную клетку, а белок, кодируемый геном virG, запускает экспрессию генов vir, после того как его фосфорилирует активированный белок virA.
Также Ti-плазмида содержит гены переработки опинов и tra-область, которая обеспечивает конъюгативный перенос плазмиды между двумя бактериями.

## Инфицирование
Внедрение T-ДНК в растительный геном протекает в четыре этапа:
- формирование контакта между бактерией и стенкой растительной клетки;
- проникновение T-ДНК внутрь клетки растения;
- встраивание T-ДНК в растительный геном;
- экспрессия генов T-ДНК в растительной клетке[7].

T-ДНК может попасть внутрь растения только в месте повреждения ввиду особенностей рецептора virA, описанных выше. Кроме того, на проникновение влияет кислотность окружающей среды и температура. Проникновение T-ДНК опосредовано особыми T-пилями, которые в виде пучка тонких гибких фибрилл располагаются на одном из полюсов бактериальной клетки. Вырезание и интеграцию T-ДНК в растительный геном опосредуют продукты генов vir. Процесс переноса T-ДНК в цитоплазму бактериальной клетки занимает 30 минут, причём сама бактерия внутрь растительной клетки не попадает, а находится в межклеточном пространстве и использует инфицированные T-ДНК клетки в качестве поставщика опинов, которые служат источником углерода и азота для бактерии. В индукции экспрессии генов вирулентности также задействованы особые внутриклеточные метаболиты растения, образующиеся при раневых повреждениях.

## Применение в генетической инженерии
Agrobacterium tumefaciens активно используется в генетической инженерии для создания трансгенных растений благодаря способности трансформировать растительные клетки, причём необходимый ген доставляется в растительный геном в составе T-ДНК.